# Digitaliseringsstyrelsen
Digitaliseringsstyrelsen er en statslig styrelse, som ved regeringsdannelsen i december 2022 blev lagt ind under Ministeriet for Digitalisering og Ligestilling. Styrelsen blev dannet i 2011 primært ved en sammenlægning af dele af IT- og Telestyrelsen og dele af den tidligere Økonomistyrelse under Finansministeriet. Styrelsens primære opgave er at varetage digitaliseringen af den offentlige sektor, og har flere end 200 medarbejdere.
Digitaliseringsstyrelsens opgave er at udforme og implementere digitaliserings- og it-politik på tværs af den offentlige sektor. Styrelsens opgaver falder indenfor fire hovedområder, henholdsvis fællesoffentlig digitalisering, digitale løsninger på velfærdsområderne, it-politik og styring samt fællesoffentlig infrastruktur. 
Rammerne for Digitaliseringsstyrelsens arbejde er blandt andet lagt af de fællesoffentlige digitaliseringsstrategier, som er forankret i styrelsen. Den nuværende strategi gælder for perioden 2016 til 2020 og indeholder mere end 30 initiativer på digitaliseringsområdet. 
Digitaliseringsstyrelsen er blandt andet ansvarlig for en række fællesoffentlige løsninger blandt andet NemID, borger.dk, Digital Post og NemKonto.
Per 29. august 2024 hører den danske telemyndighed under Digitaliseringsstyrelsen.

## Eksterne referencer
- Pressemeddelelse fra Finansministeriet om reorganisering Arkiveret 16. maj 2012 hos  Wayback Machine
- Digitaliseringsstyrelsens hjemmeside. Arkiveret 26. november 2020 hos  Wayback Machine